# Wywoływanie

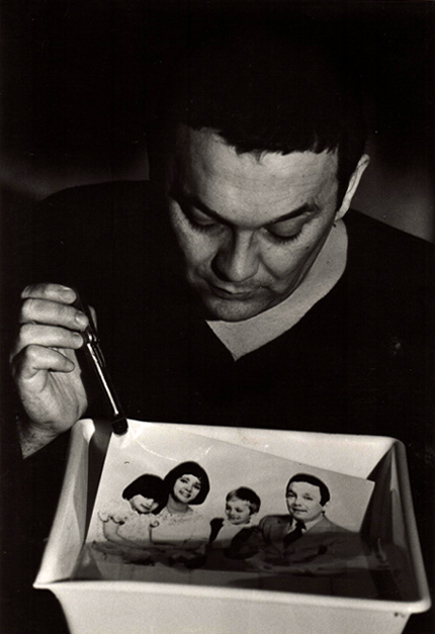
Wywoływanie czarno-białego zdjęcia

Wywoływanie materiałów fotograficznych (błon i papierów) – proces fotograficzny, którego zasadniczym etapem jest reakcja chemiczna, w wyniku której przetwarzane są naświetlone obszary substancji światłoczułej. W ten sposób obraz utajony przekształca się w negatywowy obraz jawny. Wywoływanie przeprowadza się najczęściej przy użyciu kąpieli w roztworze wywoływacza. Większość materiałów fotograficznych musi być następnie poddanych utrwalaniu.
Obrazy pozytywowe otrzymywane są poprzez dwukrotne wywoływanie, przedzielone usunięciem produktów pierwszego wywoływania i naświetlaniem (lub chemicznym odpowiednikiem tego procesu) pozostałej substancji światłoczułej.
W przypadku fotografii srebrowej proces wywoływania polega na redukcji naświetlonych kryształków halogenków srebra do koloidalnego metalicznego srebra. Wiele wywoływaczy umożliwia przekształcenie także nienaświetlonych ziaren halogenków, jednak znacznie szybciej redukowane są kryształki naświetlone, a proces wywoływania zostaje zakończony zanim nastąpi redukcja materiału nienaświetlonego. 